# Református ótemplom (Pápa)

A Fő utca 6. szám alatti ház udvarán álló pápai református ótemplom 1784 és 1941 között volt a pápai kálvinisták istentiszteleteinek színhelye. 1972 óta a Dunántúli Református Egyházkerület Egyháztörténeti és Egyházművészeti Múzeuma működik itt, de az épület időszaki kiállításoknak is otthont ad.

## Története
A kormányzatilag támogatott ellenreformáció, Mária Terézia 1752-ben kiadott rendelete megszüntette a pápai reformátusok szabad vallásgyakorlatát, az adászteveli száműzetésből való visszatérésre csak harminc évvel később, 1783-ban teremtett lehetőséget II. József türelmi rendelete. Temploma a gyülekezetnek már a száműzetés előtt sem volt − Esterházy Ferenc és József földesurak már 1718-ban kieszközölték III. Károlytól a mai Ruszek közben álló református imaház bezáratását −, istentiszteleteiket az Eőri-Szabó család telkén álló fedelesszínben tartották, és mivel a templomépület az 1779-es nagy tűzvészben elpusztult, ugyanide tértek vissza a hazaszabadulás után.
A fedelesszín mellett a gyülekezet megvásárolt egy 47 és fél négyszögöl nagyságú területet az Eőri-Szabó család telkéből; itt kezdődött meg a templom építése 1783 június elején. Egy évvel később már állt a templom − természetesen a türelmi rendeletnek megfelelően torony, harang és utcára nyíló kapu nélkül −, 1784 karácsonyára pedig a berendezése is elkészült. A templom valószínűleg Neumayer Lőrinc soproni építész tervei alapján készült, de az építőmesterek is Győrből és Sopronból érkeztek, mert a Fő téri római katolikus templom építése a pápai mesterembereket teljesen lekötötte.
A templom másfél száz éven keresztül szolgálta a pápai reformátusokat, a 19. század végére azonban már szűknek bizonyult a megszaporodott gyülekezet számára. A századforduló után döntés született egy új templom építéséről, amely a harmincas években épült fel a Március 15. téren, átvéve az ótemplom szerepét. 1972. szeptember 20-a óta az épület az Egyháztörténeti és Egyházművészeti Múzeumnak ad otthont.
A református ótemplom mintegy 400 millió forintos állami támogatásból teljes körű felújításon esett át. A megújult épület átadására a reformáció 500. évfordulóján, 2017. október 28-án került sor. Az utcafronti, egykori parókiaépületet is magába foglaló épület-együttesben a Pannonia Reformata Múzeum, Kávézó és Vinotéka működik.

## Megjelenése
A késő barokk-copf stílusban épült templom rendkívül puritán, téglalap alaprajzú épület. Keleti falának síkját csak két apró körablak töri meg. A templomudvarra néző déli déli homlokzatát lapos pilaszterek osztják mezőkre, földszinti ablakai szegmensívesek, az emeletiek pedig kosárívesek. Kőkeretes bejáratát 18. századi, rokokó stílusú kovácsoltvas kapu díszíti.
Visszafogott díszítésű belső terét három oldalról karzat övezi, vaskos, négyzetes tartópilléreit mindkét szinten árkádívek kötik össze. Az orgonakarzat és az orgona 1856-ban készült, ma azonban csak az előbbi látható, az orgonát ugyanis 1941-ben lebontották és átszállították az új templomba. A gazdag barokk díszítésű, 18. századi diófa szószék és az 1887-ben készült frigyláda alakú úrasztala szokatlan módon nem a bejárattal átellenes oldalon, hanem közvetlenül a kapu mellett jobbra helyezkedik el. Az oszlopokon látható az adászteveli száműzetés, illetve a reformáció 400. évfordulójának az emléktáblája, melyet 1917. október 31-én, a reformáció ünnepén avattak fel. Ezenkívül a templomban van a gyülekezet első világháborús halottainak az emléktáblája is.
A múzeum gazdag kiállítási anyagának nagy része a 17−18. századból származik: úrasztali és keresztelési felszerelések, kelyhek, terítők, és itt őrzik a Református Kollégium régi kisharangját is. A karzaton református népi vallási tárgyak és egyháztörténeti dokumentumok (könyvek, kéziratok, pecsétek) láthatók. A templomudvar falán kopjafák sorakoznak.